# Caldeirão Grande
Caldeirão Grande este un oraș în unitatea federativă  Bahia (BA) din Brazilia.